# دعاية إذاعية
الدعاية الإذاعية دعاية تهدف إلى التأثير على المواقف تجاه قضية أو موقف معين، تُرسل من خلال البث الإذاعي. جاءت قوة الدعاية الإذاعية من طبيعتها الثورية. أتاحت الإذاعة، شأنها شأن التطورات التكنولوجية التي شهدتها وسائط الإعلام لاحقًا، نقل المعلومات بسرعة وبشكل موحد إلى أعداد كبيرة من السكان. على الصعيد الدولي، كان الراديو أداة تجنيد أولية وقوية لحملات الدعاية.
قبل التلفاز، كان الراديو إلى حد بعيد أكثر الطرق فعالية لمنع أو تعزيز التغيير الاجتماعي. ما زالت فعالة في كثير من المجالات. يمكن بث الدعاية الإذاعية عبر مسافات بعيدة لجمهور كبير بتكلفة منخفضة نسبيًا. يمكن للداعية عبر الإذاعة أن يؤثر بملايين الناس من خلال صوته وقدرته الإقناعية. يُستخدم نهج مماثل في كل حرب بتوظيف الدعاية الإذاعية: بصرف النظر عن إقناع أولئك الموجودين في الجبهة الداخلية بضرورة الحرب، يجب توجيه نوع مختلف من الدعاية نحو العدو. أصبح الراديو أداة دعاية قوية لأنه تجاهل الحدود الوطنية وجعل خطوط العدو سهلة المنال. كانت واحدة من أكثر الطرق شيوعًا لجذب المدنيين والأعداء للاستماع إلى برامج المضيفين هي إسقاط المنشورات من بالونات الهواء الساخن أو الطائرات. بُثت معظم البرامج على محطات مختارة في أوقات معينة من اليوم، ووضحت المنشورات بالضبط متى وأين يمكن سماع البث.

## الحرب العالمية الثانية
اشتهر استخدام الراديو كأداة للدعاية في زمن الحرب خلال الحرب العالمية الثانية من خلال هيئات البث مثل صوت أمريكا وبرامج مثل طوكيو روز، وأكسيس سالي، واللورد هاو هاو.

### ألمانيا النازية
كان الراديو أداة مهمة لجهود الدعاية النازية وقد قيل إن النازيين هم من رواد استخدامه باعتباره كان وما زال تقنية جديدة نسبيًا. بعد بضعة أشهر من اندلاع الحرب العالمية الثانية، كان المروجون الألمان يبثون البرامج لمnnuuigbدة لا تقل عن إحدى عشرة ساعة في اليوم، ويقدمون معظمها باللغة الإنجليزية أيضًا. في السنة الأولى من برامج الدعاية النازية، حاول المذيعون تدمير الشعور المؤيد لبريطانيا بدلًا من إثارة المشاعر المؤيدة لألمانيا. استهدف هؤلاء المروجون مجموعات معينة، بما في ذلك الرأسماليون واليهود ونخبة من الصحف/السياسيين. بحلول صيف عام 1940، تخلى النازيون عن كل محاولات كسب التعاطف الأمريكي، وأصبحت نبرة البث الإذاعي الألماني تجاه اholjbhvgl bfg vnchfygkbm bgcjtufgikjnm bxtdtiohلولايات المتحدة حاسمة.

زعم وزير الدعاية الألماني، يوزف غوبلز، أن الإذاعة هي «القوة العظمى الثامنة»، وقد أدرك مع الحزب النازي قوة الراديو في آلة الدعاية لألمانيا النازية. اعترافًا بأهمية الراديو في نشر الرسالة النازية، وافق غوبلز على تفويض لدعم ملايين أجهزة الراديو الرخيصة من قبل الحكومة وتوزيعها على المواطنين الألمان. كانت مهمة غوبلز هي نشر تصريحات هتلر المناهضة للبلاشفة وتوجيهها مباشرة إلى البلدان المجاورة التي بها أقليات ناطقة بالألمانية. في خطاب غوبلز «الراديو القوة العظمى الثامنة»، أعلن:
«لم يكن من الممكن لنا الاستيلاء على السلطة أو استخدامها بالطرق التي لدينا دون الراديو... ليس من المبالغة القول إن الثورة الألمانية، على الأقل بالشكل الذي اتخذته، كان من الممكن أن تكون مستحيلة دون الطائرة والراديو... وصل (الراديو) إلى الأمة بأكملها، بغض النظر عن الطبقة أو المكانة أو الدين. كان هذا في المقام الأول نتيجة للمركزية الصارمة والتقارير القوية والطبيعة الحديثة للراديو الألماني».
بالإضافة إلى البث المحلي، استخدم النظام النازي الراديو لإيصال رسالته إلى كل من الأراضي المحتلة والدول المعادية. كانت المملكة المتحدة واحدة من الأهداف الرئيسية التي يبثها ويليام جويس بانتظام، مما أكسبه لقب «اللورد هاو هاو» في هذه العملية. بُثت البرامج في الولايات المتحدة، ولا سيما من خلال روبرت هنري بست وملدريد غيلرز المعروفة بأكسيس سالي.

### المملكة المتحدة
حددت الدعاية البريطانية خلال الحرب العالمية الأولى معيارًا جديدًا ألهم الأنظمة الفاشية والاشتراكية خلال الحرب العالمية الثانية والحرب الباردة، صرح المارشال باول فون هيندنبورغ، «كانت هذه الدعاية الإنجليزية سلاحًا جديدًا، أو بالأحرى سلاحًا لم يُستخدم من قبل بهذا الحجم وبلا رحمة في الماضي». كان من الواضح أنه يمكن حشد أعداد كبيرة من المدنيين للقيام بجهد حربي ضخم من خلال تقنيات مقنعة مستمدة من التخصصات الناشئة في علم النفس السلوكي والعلوم الاجتماعية.
من الأمثلة على الدعاية الإذاعية الفعالة التي تقدمها الولايات المتحدة للمملكة المتحدة التقارير الإخبارية لإدوارد روسكو مورو. عندما وقفت المملكة المتحدة بمفردها في مواجهة الهجوم الألماني في خريف عام 1940، غطى مورو معركة بريطانيا وخاصة الغارات الليلية على لندن. وصفت تقاريره سقوط القنابل وأثرها والدمار الذي أحدثته. طور مورو أسلوبه الفريد والمعروف بصوره الملونة والحيوية. لم تكن تقاريره مليئة بالكآبة أو التملق، بل كانت غنية بالتفاصيل والوصف لدرجة أن المستمعين كان بإمكانهم شم رائحة الأبخرة من الحرائق المشتعلة في شوارع لندن والشعور بالحرارة المنبعثة من الأنقاض المشتعلة. دون أدنى شك كان لهذه التقارير الإذاعية تأثيرها وكانت في أفضل حالاتها. وصف أسلوبه في التعامل مع إحدى الصحف اللندنية عام 1941، «الأخبار الرسمية ربما تكون أقل أهمية من القصص الأكثر حميمية عن الحياة والعمل والتضحية».
حافظ مورو على تركيزه بشكل مباشر على الإنسان العادي وكيفية الوصول إليه. أراد أن يُعلم العالم أن المملكة المتحدة تخوض «حربًا شعبية»، وليست حربًا من أجل مستعمراتها، موجهًا بذلك تهمًا للانعزاليين الأمريكيين. أراد أن يعرف الأمريكيون أن المملكة المتحدة تقف شامخة ومتحدة في قضيتها وتحمي الحريات الغربية والحضارة الأوروبية. رغب أن يرى الأمريكيون المملكة المتحدة كحليف طبيعي لهم وأن يسارعوا إلى مد يد العون. بسبب سمعته وتأثيره، تطور دور مورو إلى أكثر بكثير من كونه مذيعًا. يقول كثيرون إن له تأثير أكبر بكثير من تأثير السفير الأمريكي في لندن، «كان سفيرًا في دور مزدوج، ممثلًا لبريطانيا في أمريكا وكذلك أمريكا في بريطانيا... كان دبلوماسيًا بلا حقيبة، متحدثًا باسم القضية».

### الولايات المتحدة الأمريكية
يظن المؤرخون أن اللحظة التي ظهرت فيها الإذاعة الأمريكية لأول مرة كوسيلة بارزة للأخبار الأجنبية كانت أزمة ميونخ في سبتمبر 1938. في أوائل ذلك الشهر، بدأ هتلر في تنفيذ خططه للسيطرة على أوروبا من خلال المطالبة بتقرير المصير للألمان الذين يعيشون في منطقة تشيكوسلوفاكيا المعروفة باسم السوديت. ترك القليل من الشكوك في أنه كان يقصد ضم السوديت إلى الرايخ الألماني الموسع. تلت ذلك مفاوضات رفيعة المستوى، سافر خلالها رئيس الوزراء البريطاني، نيفيل تشامبرلين، إلى ألمانيا ثلاث مرات في أقل من ثلاثة أسابيع في محاولة يائسة لإنقاذ السلام. خوفًا من تورطهم في حرب أوروبية مرة أخرى، أصبح الأمريكيون ملتصقين بأجهزتهم الإذاعية للحصول على تحديثات وتفسيرات يومية وأحيانًا ساعية لآخر تطورات الأزمة. في غضون يومين، أغرِق المستمعين الأمريكيين ببرامج إخبارية ونشرات إخبارية خاصة وتعليقات الخبراء على الأزمة.
كان أول مشروع حقيقي لأمريكا في البث الدولي في عام 1940 بعد الانتصارات النازية في أوروبا، عندما كانت إدارة روزفلت تشعر بقلق متزايد بشأن تأثيرات الدعاية النازية، على الصعيدين المحلي والدولي. في أغسطس 1940، أصدر الرئيس روزفلت أمرًا تنفيذيًا بإنشاء مكتب تنسيق العلاقات التجارية والثقافية لتعزيز استخدام البث الإذاعي الحكومي/الخاص، ومكتب منسق المعلومات. بحلول عام 1942، أصبح أشهر برنامج إذاعي يبث في الخارج يعرف باسم «صوت أمريكا». حتى قبل الهجوم الياباني على بيرل هاربور، بدأ مكتب منسق المعلومات التابع للحكومة الأمريكية في تقديم أخبار الحرب والتعليقات إلى محطات الراديو الأمريكية التجارية على الموجات القصيرة لاستخدامها على أساس طوعي.